# Kochs krabspin
Kochs krabspin (Xysticus kochi) is een spin uit de familie van de krabspinnen (Thomisidae).
Het mannetje wordt 4 tot 5 mm groot, het vrouwtje wordt 6 tot 8 mm. De voorzijde van het kopborststuk van het mannetje is zwartbruin. In het achterste deel loopt een crèmekleurige V-vlek. Het zwarte achterlijf heeft een bruine bladtekening. Het vrouwtje is zeer variabel. De meest voorkomende zijn beige, zandkleur en roodbruin. Leeft op zand in schaarse vegetatie in het West-Palearctisch gebied.

## Ondersoorten
- Xysticus kochi kochi
- Xysticus kochi abchasicus Mcheidze & Utochkin, 1971[3]